# Jaime Villegas
Jaime Villegas   (la Ceiba, 5 de juliol de 1950) és un exfutbolista hondureny de la dècada de 1970.
Fou 32 cops internacional amb la selecció d'Hondures, amb la qual participà en el Mundial de 1982.
Pel que fa a clubs, destacà a Real España.
El maig de 2010 fou escollit president de Real España